# Джон Вірго
Джо́н Ві́рго (англ. John Virgo, 3 березня 1946, Селфорд, Англія) — англійський колишній професіональний гравець у снукер, спортивний коментатор. Працював у керівництві WPBSA.

## Кар'єра
Джон Вірго став професіоналом у 1976 році. Пік його форми припав на 1979-й, коли він став півфіналістом чемпіонату світу і переможцем чемпіонату Британії (хоча цей турнір в той час був нерейтинговим). Перемога на чемпіонаті Британії прийшла до нього після досить суперечливого інциденту - його оштрафували на два фрейми за запізнення на початок ігрової сесії. У наступному сезоні Вірго посів 10-е, вище для себе місце у офіційному рейтингу. 
Вірго майстерно виконував трик-шоти (удари-трюки) і вмів пародіювати інших снукеристів. На чемпіонаті світу 1982 року, після того як один з матчів закінчився дуже рано, Вірго продемонстрував кілька своїх пародій на таких гравців, як Алекс Хіггінс, Террі Гріффітс і Денніс Тейлор. 
Джон Вірго залишив професійний снукер в 1994 році. Зараз він коментує снукер і є співведучим телевікторини на каналі, що спеціалізується на показі снукеру. Під час шоу Вірго виконує складні трик-шоти, а інший учасник намагається повторити його удари з максимальною точністю, щоб виграти головний приз. 

## Приватне життя
Джон Вірго проживає в селі Хершем (графство Суррей) і є власником місцевого гольф-клубу. 

## Досягнення в кар'єрі
- Чемпіонат Великої Британії переможець — 1979 [1]
- Pontins Professional переможець — 1980
- Bombay International переможець — 1980
- Чемпіонат світу півфіналіст — 1979
- Australian Masters фіналіст — 1984